# A148 (Russland)
Die A148 Dubljor Kurortnogo prospekta (russisch A148 «Дублёр Курортного проспекта») ist eine Stadtautobahn in Sotschi.
Sie besteht hauptsächlich aus Kunstbauten (Brücken und Tunnel). Auf einer Länge von 5 km ist sie ein Teil der Europastraße E97.
Die A148 war eines der Straßenprojekte zur Vorbereitung der Olympischen Winterspiele 2014 in Sotschi. Mit dem Bau der Stadtautobahn wurde 2010 begonnen. Die Fertigstellung der A148 erfolgte am 3. Februar 2014, vier Tage vor Beginn der Olympischen Winterspiele.